# Microtendipes bicoloripennis
Microtendipes bicoloripennis är en tvåvingeart som beskrevs av Freeman 1961. Microtendipes bicoloripennis ingår i släktet Microtendipes och familjen fjädermyggor.
Artens utbredningsområde är Madagaskar. Inga underarter finns listade i Catalogue of Life.